# Karamea trailli
Karamea trailli är en spindeldjursart som först beskrevs av Henry Roughton Hogg 1902.  Karamea trailli ingår i släktet Karamea och familjen Triaenonychidae. Inga underarter finns listade i Catalogue of Life.